# Minus Exitus
Minus Exitus (lateinisch für Abzüglich des Todes) ist das fünfte Studioalbum der deutschen Melodic-Death-Metal-Band Dark Age. Es erschien am 22. Februar 2008 via Remedy Records.

## Entstehung
Bereits nach der Veröffentlichung der DVD „Live, So Far …“ begann die Band damit, neue Lieder zu schreiben. Gleichzeitig begann Sänger und Gitarrist Eike Freese mit der Inbetriebnahme seines „Eikey Studios“. Da sich die benachbarten Firmen im Studiogebäude über den Lärm aus dem Studio beschwerten mussten noch einige Umbauten vorgenommen werden. Erschwerend kam hinzu, dass für andere Bands bereits die Studiotermin näher rückten. Die Aufnahmen zu „Minus Exitus“ fanden somit etappenweise zwischen den anderen Produktionen statt. Der ursprüngliche Veröffentlichungstermin im April 2007 konnte nicht gehalten werden. Zunächst wurde die Veröffentlichung auf den Herbst 2007 verschoben. Schließlich kam es erst im Februar 2008 zur Veröffentlichung. Sämtliche Musik wurde von der Band gemeinsam, die Texte komplett von Eike Freese geschrieben.
Produziert und gemischt wurde das Album von Eike Freese. Gemastert wurde „Minus Exitus“ von Olman Viper. Das Artwork wurde vom Dark-Tranquillity-Gitarristen Niklas Sundin entworfen. Als Gastmusiker sind Dew-Scented-Sänger Leif Jensen, der ehemalige Dark-Fortress-Sänger „Azathoth“ sowie Ex-Nayled-Sänger Ron Brunke zu hören.
Das Piano bei „October“ wurde von I.M. Pietro eingespielt.

## Bedeutungen
Mit dem Albumtitel will die Band ausdrücken, dass man aus negativen Erlebnissen gestärkt hervorgehen kann. In einem Interview erklärte Eike Freese die Bedeutungen der Lieder:
- Bei „Black September“ versuchte Freese, die Arroganz der westlichen Welt aus der Perspektive der Menschen aus dem Nahen Osten zu beschreiben.
- „Outside the Inside“ handelt von Zwangsneurosen, beispielsweise von Menschen, die oft für lange Zeit ihr Haus nicht verlassen.
- „The Dying Art of Recreation“ beschreibt die Schwierigkeit, die ein Mensch hat, sich von Schicksalsschlägen zu erholen. Der Text enthält verschiedene Zitate von Friedrich Nietzsche.
- „Exit Wounds“ handelt davon, dass Menschen andere Menschen dann verletzen, wenn sie selbst verletzt oder gepeinigt werden. Diese Menschen erhoffen sich dadurch, dass der eigene Schmerz gelindert wird.
- „Seven“ bezieht sich auf die sieben Todsünden. Das Lied beginnt mit einem Dialog aus dem Film Sieben: „Ernest Hemingway hat mal geschrieben: ‚Die Welt ist so schön und wert, dass man um sie kämpft.‘ - Dem zweiten Teil stimme ich zu.“
- „No Way Home“ beschreibt ein Zuhause, Familie und Freunde als wichtige Stützen im Leben eines Menschen. Es ist das erste Dark Age-Lied mit Klargesang seit "My own Darkness" auf dem Album "Dark Age" (2004).
- „Life for Blood“ kritisiert die heutige Musikindustrie. Durch fehlende Zuwendungen von Seiten der Plattenfirmen können viele talentierte Bands keine Alben aufnehmen.
- „The Echoes Discipline“ behandelt persönliche Laster, die jeder Mensch hat und denen man sich stellen muss. Eike Freese widmete den Text dem ehemaligen Bassisten Torsten Eggert.

Bei „The Ghost of Libra“ hört man zehn Sekunden lang ein Uhrenticken. Es geht dabei darum, dass das menschliche Leben endlich ist.

## Titelliste
1. Minus Exitus – 4:16
2. Black September – 3:59
3. Outside the Inside – 3:43
4. The Dying Art of Recreation – 4:06
5. Exit Wounds – 4:06
6. Seven – 3:21
7. The Ghost of Libra – 0:10
8. No Way Home – 4:56
9. Cold – 4:53
10. Instrumental – 4:27
11. Life for Blood – 3:59
12. The Echoes Discipline – 4:20

Als Hidden Track ist eine Coverversion des U2-Liedes „October“ vom gleichnamigen Album zu hören.

## Versionen
Das Album erschien in Europa in zwei Versionen. Neben der herkömmlichen CD gibt es eine limitierte Auflage mit einer Bonus-DVD. Die DVD enthält ein 35-minütiges „Making-of“-Video, einen etwa gleich langen Konzertmitschnitt vom „Rage Against Racism“-Festival in Duisburg aus dem Juli 2007 sowie eine 30-minütige Dokumentation „Beyond Touring“, in der Backstageaufnahmen aus Deutschland, Dänemark, Frankreich und der Schweiz zu sehen sind. Die japanische Version enthält zusätzlich das Lied „Children of the Revolution“.

## Rezeption
„Minus Exitus“ wurde von Seiten der Medien mit guten bis hervorragenden Kritiken bedacht. Die deutsche Ausgabe des Metal Hammers kürte das Album zum „Album des Monats“. Matthias Mineur würdigte in seiner Kritik, dass Dark Age „die Zeichen der Zeit perfekt widerspiegeln und den wohl modernsten Metal spielen, den man – zumindest in Deutschland – zurzeit finden kann“. Das Album erhielt von ihm sechs von sieben möglichen Punkten. Ebenfalls wurde Minus Exitus vom Onlinemagazin Bloodchamber zum Album des Monats gekürt. Laut Björn Gieseler haben sich Dark Age „sich mit diesem Meisterstück auch noch irgendwo eine eigene Nische geschaffen, ohne gleich mit irgendwelchen anderen Bands verglichen werden zu können“, wofür er die Höchstnote von 10 Punkten vergab.